# Ignoring the Guidelines
Ignoring the Guidelines är ett studioalbum av det svenska bandet Raised Fist, utgivet 22 maj 2000 av Burning Heart Records.

## Låtlista
1. "Running Man" - 1:48
2. "Envy Is Dangerous" - 2:37
3. "Twisted Debate" - 2:10
4. "Breaking Me Up" - 3:52
5. "Different But the Same" - 2:40
6. "Wheeling V.1.02" - 2:09
7. "Go Away" - 2:15
8. "Working on Wood" - 3:34
9. "The Models on TV" - 2:23
10. "New Direction" (Gorilla Biscuits-cover) - 2:33
11. "Wasting Your Time" - 1:29